# 拉乌尔 (西法兰克)
拉乌尔（法語：Raoul de France；890年—936年1月15日），又名鲁道夫（法語：Rodolphe），本是勃艮第公爵（921年—923年在位），后成为西法兰克王国的国王（常等同于法国国王，923年—936年在位）。他从他的父亲、勃艮第公爵欧坦的理查处继承了勃艮第公国。他娶西法兰克国王罗贝尔一世的女儿法蘭西的艾瑪为妻，故得以在岳父死后，以及罗贝尔之子伟大的于格没有争夺王位意愿的情况下以女婿的身份继承西法兰克王位。伟大的于格属于与加洛林王朝敌对的卡佩家族，是后来的法兰西王国卡佩王朝诸王的祖先。

## 生平
罗贝尔一世驾崩后，身为女婿的拉乌尔被贵族会议选举为国王。923年7月13日星期天，桑斯大主教沃尔特在苏瓦松的圣梅达教堂为拉乌尔加冕。即位后，拉乌尔将担任不到两年的勃艮第公爵一职让给了弟弟黑于格。
但是，被贵族们废黜的夏尔三世仍然健在，他拒绝承认拉乌尔，并且仍然宣称自己是西法兰克的国王。不过，属于加洛林王朝的韦芒杜瓦伯爵赫伯特二世却背叛了本家族，与身为博索尼德王朝成员的拉乌尔结盟。赫伯特二世娶拉乌尔妻子艾玛的妹妹为妻，所以他们俩是连襟。赫伯特二世欺骗了夏尔三世，在假装与他会谈的时候逮捕了夏尔并将他投入监狱。

## 死亡
935年，国王犯病，于第二年死在欧塞尔。死因是“身上的阴虱增殖，扩散到全身”。死后被葬在圣哥伦布附近的桑斯，现在仍然可以看见那里的保存着他被遗弃的空石棺的修道院地下室。他像他父亲一样葬在大教堂的祭坛上，但是他的墓周围明显丰富了许多。他的墓有四个国王雕像柱支撑着，在底部刻着哥特式的字符：鲁道夫国王。教堂宗教战争时被新教徒破坏。在他们离开后，修道院的合唱团提出了重建计划。1721年，在教堂的重建过程中，人们在坚硬的水泥下发现了纪念墙和摇篮形拱顶。挖出来后，人们发现一些灰尘，这是拉乌尔的骨灰。最终在1792年时，最后残余的纪念碑也灰飞烟灭了。

## 配偶与子女
拉乌尔与法蘭西的艾瑪结婚，有两个早夭的子女：
- 路易（？—929年6月14日）
- 朱迪丝（？—929年6月14日）